# Élections cantonales françaises de 1949
Initialement prévues en octobre 1948, les élections cantonales se déroulent les 20 et 27 mars 1949. La moitié des cantons sont renouvelés. 

## Résultats
Dans le prolongement des municipales de 1947, ces cantonales enregistrent le succès des gaullistes du Rassemblement du peuple français.
La double appartenance étant possible, le RPF s’appuie largement sur des élus sortants venant principalement de la droite et du centre droit.
Le PCF, complètement isolé et subissant une campagne anticommuniste, perd la plupart de ses sièges. Tous les partis se coalisant au second tour contre lui. 
Les socialistes perdent un tiers de leurs sièges, vu leurs campagnes anticommunistes, le PCF ne retirant pas ses candidats pour eux.  

## Tableau récapitulatif
Les sièges en + sont les doubles affiliés avec le RPF. Par exemple, 12 Rad-soc sont a la fois Radical-Socialiste et RPF.
|          | Parti communiste français (PCF)                          | 184  | 1 689 764 | 23.54 | 17     |  |  | 20  | 37      | - 147 |  |  |  |
|          | Section française de l'Internationale ouvrière (SFIO)    | 429  | 1 206 895 | 16.81 | 108    |  |  | 171 | 279     | - 150 |  |  |  |
|          | Socialistes indépendants (Soc.ind)                       | 82+2 | 125 431   | 2.58  | 35+2   |  |  | 46  | 81      | - 1   |  |  |  |
|          | Union démocratique et socialiste de la Résistance (UDSR) | 18   |           |       | 8+2    |  |  |     | Soc.ind |       |  |  |  |
|          | Parti Radical-Socialiste (Rad-Soc)                       | 273  | 798 581   | 11.12 | 126+12 |  |  | 139 | 265     | - 7   |  |  |  |
|          | Rassemblement des gauches républicaines (RGR)            | 18   | Rad Soc   |       | 8+2    |  |  | 5   | 13      | - 5   |  |  |  |
|          | Radicaux indépendants (Rad.ind)                          | 178  | 855 252   | 11.91 | 164+35 |  |  | 86  | 250     | + 72  |  |  |  |
|          | Mouvement républicain populaire (MRP)                    | 110  | 590 054   | 8.21  | 35+1   |  |  | 75  | 110     | 0     |  |  |  |
|          | Modérés (Ind.)                                           | 51   | Rad.ind   |       | 44+22  |  |  | 27  | 71      | + 20  |  |  |  |
|          | Parti républicain de la liberté (PRL)                    | 18   | 42 281    | 0.58  | 8+22   |  |  | 5   | 13      | - 5   |  |  |  |
|          | Rassemblement du peuple français (RPF) Seul              | 65   | 1 244 583 | 17.33 | 72     |  |  | 139 | 211     | + 146 |  |  |  |
|          | Rassemblement du peuple français (RPF) Autre affiliation | 101  | 576 438   | 7.99  | 98     |  |  | 80  | 178     | + 77  |  |  |  |
|          |                                                          |      |           |       |        |  |  |     |         |       |  |  |  |
| Inscrits | Inscrits                                                 |      |           |       | 715    |  |  | 793 | 1 508   |       |  |  |  |
| Votants  |                                                          |      |           |       |        |  |  |     |         |       |  |  |  |
| Exprimés |                                                          |      |           |       |        |  |  |     |         |       |  |  |  |